# Abraxas

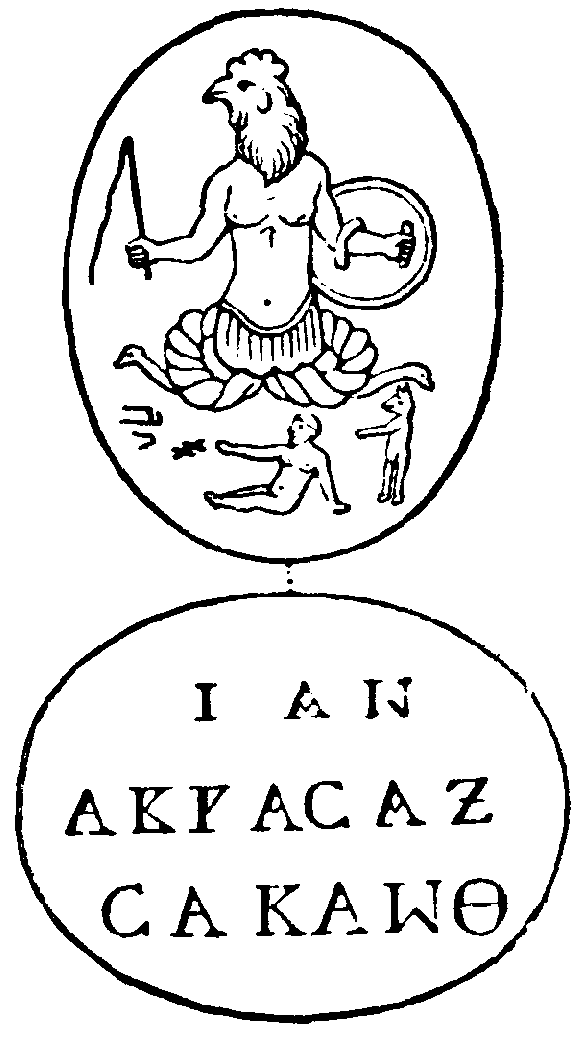
Graveringar från en abraxassten.

Abraxas var det namn som gnostikern Basilides på 100-talet betecknade det högsta väsendet, urväsendet, från vilket han antog att lika många andar strömmade ut, som året har dagar. Abraxas sågs senare därför som en antik demon. Abraxas symbol var cirkeln. 
Sigurd Agrell skriver på s. 269 i Senantik mysteriereligion... (1931): "Då senantik spekulation i alfabetet såg en motsvarighet till världsalltet eller himlens omkrets (zodiakens 12 hus motsvarades av 24 bokstäver), hölls Abraxas av många för alfabetmystikens högste gud".
Idag känner många till Abraxas från skönlitterära verk, särskilt Hermann Hesses Demian (1919) där det sägs att ingen får höra talas om Abraxas av en slump.   
Ett annat citat ur boken:
„...unser Gott heißt Abraxas, und er ist Gott und ist Satan, er hat die lichte und die dunkle Welt in sich.(...) Der Vogel kämpft sich aus dem Ei. Das Ei ist die Welt. Wer geboren werden will, muß eine Welt zerstören. Der Vogel fliegt zu Gott. Der Gott heißt Abraxas.“ 
Översättning: Vår gud heter Abraxas, och han är Gud och Satan, han har den ljusa och mörka världen inom sig (...) Fågeln kämpar sig ut ur ägget. Ägget är världen. Den som vill bli född måste förstöra en värld. Fågeln flyger till Gud. Guden heter Abraxas. 

## Abraxasstenar
Abraxasstenar (abraxasgemmer) är stenar som är skurna och där det inristats en fantastisk figur bredvid det grekiska ordet Abrax eller Abraxas, som gnostikerna betecknar som det högsta väsendet, urväsendet. Stenarna har ansetts som undergörande i religiösa sammanhang.
Summan av de i ordet Abraxas förekommande grekiska bokstävernas talvärden är 365, och de stenar som hade försetts med detta ord ansågs ha 365 undergörande egenskaper. Den numerologiska siffran 265 kan ha syftat på årets dagar eller de 365 andemakter som man ansåg styrde världen.
Stenarna förekom ofta i konstsamlingar och de uppgavs härstamma från gnosticismens tider i Syrien, Egypten och Spanien. Både deras ålder och värde är dock troligen överskattade då de flesta kända abraxasstenarna bearbetades till amuletter under medeltiden, då gnostiska symboler användes av alla sekter som sysslade med magi och alkemi.

### Attribut
Figuren på Abraxasstenar håller i sin vänstra hand en piska (en egyptisk gudssymbol) och i sin högra hand en sköld. Figuren har människokropp samt ormben och tupphuvud.